# Stichting Rolstoeldansen Nederland
De Stichting Rolstoeldansen Nederland, kortweg SRN genoemd, is een Nederlandse stichting, opgericht in 1981 en gevestigd in Amstelveen. Deze stichting heeft als doel meer bekendheid te geven aan alle vormen en mogelijkheden van rolstoeldansen.

## Activiteiten
Bij de Stichting Rolstoeldansen Nederland zijn ruim 150 plaatselijke rolstoeldansgroepen aangesloten. De Stichting Rolstoeldansen Nederland verstrekt informatie over rolstoeldansen en verzorgt opleidingen tot rolstoeldansinstructeur. Mensen die de opleiding met goed gevolg afleggen ontvangen een door de stichting rolstoeldansen erkend diploma. Deze stichting organiseert bovendien nationale en internationale wedstrijden voor funsport en IPC-kampioenschappen zoals de Benelux-kampioenschappen, Venlo danst Grenzeloos in Venlo, het Holland Dans Spektakel in Cuijk en de Christmas Challenge Trophy (Dalfsen).